# 新巴95B線
新巴95B線是是香港的一條已停辦的巴士路線，來往海怡半島和黃竹坑，途經鴨脷洲、黃竹坑等地區，是方便海怡半島居民上班的短程路線。

## 歷史
- 1994年11月28日，開始營運，只於平日繁忙時間服務，初時下午班次回程繞經利東才前往海怡半島。
- 1995年2月17日，海怡半島巴士總站遷往第四期下，因為海怡半島總站空間有限，所以95B線不進入總站。
- 1995年9月1日，因應利東居民要求，早上班次先途經利東邨然後往黃竹坑。
- 1998年9月1日，中華巴士失去巴士專營權，由新世界第一巴士接手營辦
- 因應居民要求，由1999年3月24日起，利用行走95B線的巴士，在日間非繁忙時間停開的時段調走路線91A。
- 2010年7月15日，改為祇在早上繁忙時間提供服務和回程取消繞經利東。
- 2017年5月8日：因客量偏低而永久停止服務，最後服務日期為5月6日。

## 服務時間（詳細班次）
| 海怡半島開 | 海怡半島開                 |
| 日期       | 開出時間                   |
| ---------- | -------------------------- |
| 星期一至六 | 06:55、07:15、07:35、07:55 |
| 星期一至六 | 08:15、08:35、08:55、09:15 |

星期日及公眾假期不設服務

## 收費
全程：$3.2
| - 本線設有12歲以下小童及65歲或以上長者半價優惠。 - 65歲或以上香港居民使用「樂悠咭」，以及12歲以下合資格殘疾兒童使用「殘疾人士身份」個人八達通繳付車資，均可享有每程$2.0或半價（以較低者為準）的票價優惠；12至64歲合資格殘疾人士使用「殘疾人士身份」個人八達通（包括「樂悠咭」），以及60至64歲香港居民使用「樂悠咭」繳付車資，均可享有每程$2.0或全費（以較低者為準）的票價優惠。 - 65歲或以上長者如使用長者或一般個人八達通繳付車資，則只可享有半價優惠；12至64歲合資格殘疾人士如不使用「殘疾人士身份」個人八達通，以及60至64歲人士如不使用「樂悠咭」繳付車資，必須繳付全費。 - 乘客可以現金或八達通於上車時付款，不設找續。 |

往黃竹坑方向，由海怡半島美康閣至黃竹坑道站登車的乘客，若需繼續前往南朗山道熟食市場或之後往海怡半島方向的巴士站，需於警察學院站重新繳付車資。

## 使用車輛
本線取消前，主要使用丹尼士三叉戟（11XX、12XX、14XX、16XX，已退役）及亞歷山大丹尼士Enviro 500 11.3米（40XX）行走。

## 行車路線
經：海怡路、鴨脷洲橋道、鴨脷洲徑、利東邨道、鴨脷洲徑、鴨脷洲橋道、鴨脷洲大橋、黃竹坑道、海洋公園道、香葉道、警校道、南朗山道、黃竹坑道、鴨脷洲大橋、鴨脷洲橋道、怡南路及海怡路。

### 車站一覽

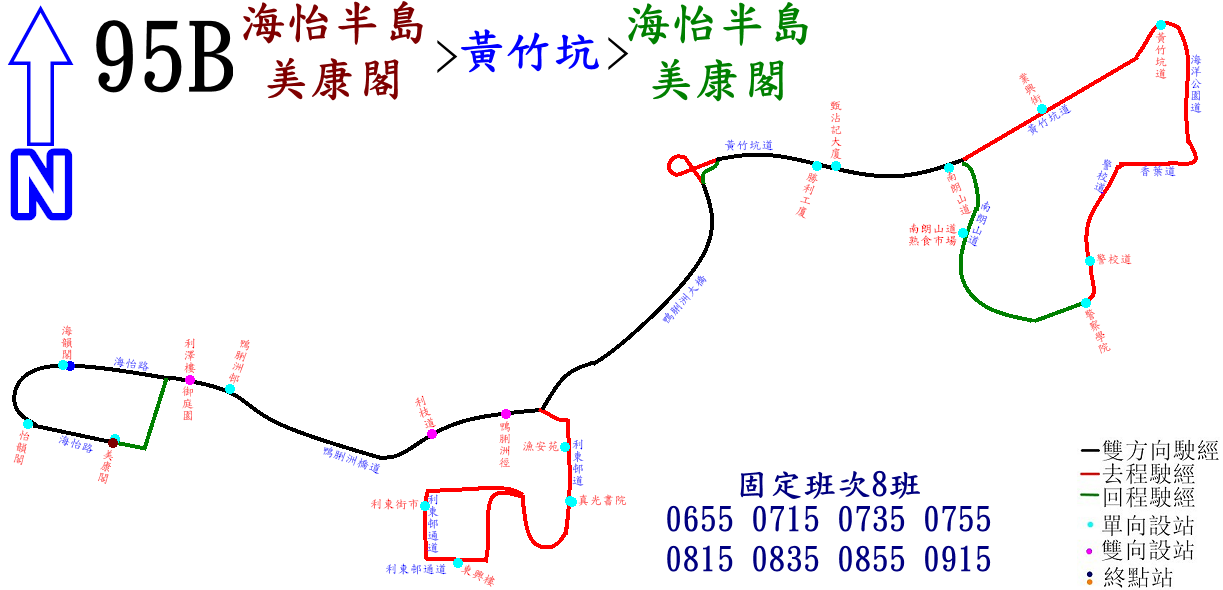
此線的走線圖

| 海怡半島開 | 海怡半島開       | 海怡半島開 |
| 序號       | 車站名稱         | 位置       |
| ---------- | ---------------- | ---------- |
| 1          | 海怡半島美康閣   | 海怡路     |
| 2          | 海怡半島海韻閣   | 海怡路     |
| 3          | 鴨脷洲邨利澤樓   | 鴨脷洲橋道 |
| 4          | 鴨脷洲邨         | 鴨脷洲橋道 |
| 5          | 利枝道           | 鴨脷洲橋道 |
| 6          | 鴨脷洲徑         | 鴨脷洲橋道 |
| 7          | 香港真光書院     | 利東邨道   |
| 8          | 利東邨東興樓     | 利東邨道   |
| 9          | 利東街市         | 利東邨道   |
| 10         | 漁安苑           | 利東邨道   |
| 11         | 甄沾記大廈       | 黃竹坑道   |
| 12         | 業興街           | 黃竹坑道   |
| 13         | 黃竹坑道         | 海洋公園道 |
| 14         | 警校道           | 警校道     |
| 15         | 警察學院         | 警校道     |
| 16         | 南朗山道熟食市場 | 南朗山道   |
| 17         | 南朗山道         | 黃竹坑道   |
| 18         | 勝利工廠大廈     | 黃竹坑道   |
| 19         | 鴨脷洲徑         | 鴨脷洲橋道 |
| 20         | 利枝道           | 鴨脷洲橋道 |
| 21         | 御庭園           | 鴨脷洲橋道 |
| 22         | 海怡半島怡韻閣   | 海怡路     |
| 23         | 海怡半島海韻閣   | 海怡路     |

## 客量
中巴當年開辦本線表面上是為方便往黃竹坑上班的鴨脷洲居民，實際上是因為大部份鴨脷洲路線已由城巴取得，所以開辦本線以維持市場佔有率。由於本線班次疏落，加上有專線小巴29、29A及城巴97A線競爭，即使在繁忙時間客量仍然很低，因此在2010-2011年度南區巴士路線發展計劃，建議取消星期一至五下午時段服務，並提供城巴95C線↔97A線的轉乘優惠（2010年7月15日起實施）。此外，本線於海怡半島的總站是設於海怡路海怡半島第19座對出。
港鐵南港島線於2016年12月28日通車，海怡半島及利東邨居民從此可全日搭乘港鐵往來黃竹坑一帶，雖然收費比起本路線高一半（搭乘南港島線來往海怡半島至黃竹坑，成人車費$4.5），但因港鐵於時間及穩定性方面比巴士優勝，而且替代交通選擇相當多，導致客量大量流失，因此新巴及運輸署決定落實把本路線永久停止服務，並於2017年5月8日起實施。

## 外部連結
- 新巴95B線官方網站路線資料 （页面存档备份，存于）
- 新巴95B線官方網站路線資料（PDF版） （页面存档备份，存于）